# Ratisbonne
Pour les articles homonymes, voir Ratisbonne (homonymie).
Ratisbonne (en allemand : Regensburg) est une ville allemande, située dans le Land de Bavière et baignée par le Danube. Elle est située à 88 kilomètres de Nuremberg et à 103 kilomètres de Munich, proche de la Tchéquie.
La ville est le chef-lieu du district du Haut-Palatinat et de l'arrondissement de Ratisbonne. 
Au 31 décembre 2021, la ville comptait 153 542 habitants. Elle est ainsi, par le nombre d'habitants, la quatrième ville de Bavière après Munich, Nuremberg et Augsbourg. 
Depuis le 13 juillet 2006, la vieille ville médiévale de Ratisbonne ainsi que le quartier de Stadtamhof sont inscrits sur la liste du patrimoine mondial de l'UNESCO. La ville est le siège d'un évêché catholique. Au Moyen Âge, par sa situation géographique, la cité possédait un rôle important dans les échanges commerciaux entre l'Italie, la Bohême, la Russie et Byzance. Elle était lieu de rencontre de nombreuses civilisations et fut très marquée par l'influence des patriciens, dont les tours d'habitation (les plus hautes au nord des Alpes) sont encore visibles aujourd'hui. Elle était aussi le siège de la diète du Saint-Empire romain germanique.
De nos jours, la ville est très orientée vers l'industrie manufacturière (construction automobile, génie mécanique, électrotechnique, microélectronique) et le taux de chômage (3,0 % en février 2024) se situe légèrement en dessous du niveau régional (3,8 % à la même période).

## Toponymie
Le nom français de la ville repose sur son nom celtique Ratisbona, d'où Ratisbonne. Rate ou ratis signifie en celtique « muraille, rempart », d'où « fort » (cf. Argentoratum, ancien nom de Strasbourg). Il faut lire rāte ou rātis, car l'homographe ratis, fougère, se lit rătis (cf. breton raden). Le second élément bona signifie « fondation, ville » (cf. Juliobona, Vindobona, Augustobona).
Le nom allemand de Regensburg est formé non directement sur celui de la rivière Regen auquel est adjoint l'appellatif Burg, qui signifie « château, fort », mais sur son nom latin qui a reçu le nom de la rivière.

## Armoiries

Le blason de Ratisbonne

Les clés croisées sont l'attribut de saint Pierre, le saint patron de la ville. Sa présence dans les armoiries de la ville remonte au moins au XIIe siècle. On trouve le blason actuel dès 1398 dans des recueils d'armoiries, et il est utilisé comme filigrane à partir de 1549 par les moulins à papier de Ratisbonne.

## Géographie

### Situation géographique
Ratisbonne se trouve sur le point le plus septentrional du Danube et à l'embouchure de deux de ses affluents, la Regen et la Naab. Deux îles du Danube se trouvent sur le territoire de la ville : l'Untere Wöhrd et l'Obere Wöhrd. Le quartier de Stadtamhof se trouvait à l'origine sur la rive nord du Danube, mais fut transformé en île par la construction du canal de l'Europe, le canal permettant aux bateaux de contourner la vieille ville. Quatre zones naturelles très différentes se rencontrent sur le territoire de la ville :
- le Jura franconien ;
- la forêt de Bavière ;
- la plaine du Danube, respectivement la plaine de lœss de Basse-Bavière (Gäuboden) et
- la zone de collines de Basse-Bavière datant du tertiaire.

Ces espaces naturels marquent la ville dans sa forme et dans son extension. La ville se trouve dans une classique situation de porte au lieu d'intersection entre le paysage de collines et la Gäuboden. Il s'ensuit que certains quartiers situés au nord ou à l'ouest n'ont pas ou peu de potentiel d'expansion. Tous les territoires de développement actuels et futurs de la ville se trouvent à l'est et au sud, c'est-à-dire dans la grande plaine du Danube et dans les débuts relativement plats du paysage de collines de Basse-Bavière.

### Communes voisines
Les villes et communes suivantes, qui appartiennent toutes à l'arrondissement de Ratisbonne, sont voisines de Ratisbonne. Elles sont listées dans le sens des aiguilles d'une montre en commençant au nord : Lappersdorf, Zeitlarn, Wenzenbach, Tegernheim, Barbing, Neutraubling, Obertraubling, Pentling, Sinzing et Pettendorf.

### Climat
Le climat de Ratisbonne est de type continental, assez sec, ce qui le différencie du climat des régions alpines, qui est plus humide. Les brouillards sont fréquents en automne et en hiver, de même que la présence d'une couche fermée de neige. La température moyenne annuelle est de 8,0 °C, la moyenne annuelle de précipitations est de 636 mm.
| Mois                                       | Janv | Fév  | Mars | Avr  | Mai  | Juin | Juil | Août | Sept | Oct  | Nov  | Déc  | Année |
| ------------------------------------------ | ---- | ---- | ---- | ---- | ---- | ---- | ---- | ---- | ---- | ---- | ---- | ---- | ----- |
| Températures minimales moyennes (°C)       | -3.6 | -3.1 | 0,5  | 3,2  | 7,8  | 10,9 | 12.8 | 12,6 | 9,3  | 4.9  | 0,6  | -2,0 | 4.5   |
| Températures maximales moyennes (°C)       | 1.2  | 3,4  | 9,1  | 13,9 | 19,4 | 21,9 | 24,1 | 24,2 | 19,3 | 12,7 | 5,6  | 2,4  | 13,2  |
| Moyennes mensuelles de précipitations (mm) | 40,8 | 34,1 | 39,2 | 38,6 | 57   | 80,8 | 81,4 | 64,7 | 52,1 | 48,8 | 48,5 | 50   | 636   |
| Jours avec précipitations (>1 mm)          | 9,0  | 7,9  | 8,5  | 8,0  | 9,6  | 11,3 | 11,3 | 9,5  | 8,3  | 7,7  | 9,9  | 10,4 | 9,3   |
| Source = DWD; wetterkontor.de              |      |      |      |      |      |      |      |      |      |      |      |      |       |

## Histoire
| Appartenances historiques Duché de Bavière 907–1245 Saint-Empire (Ville libre) 1245–1803 Principauté de Ratisbonne 1803–1810 Royaume de Bavière 1806–1918 Empire allemand 1871-1918 République de Weimar 1918–1933 Reich allemand 1933–1945 Allemagne occupée 1945–1949 Allemagne de l'Ouest 1949–1990 Allemagne 1990-présent |

### Origines
Ratisbonne est une des plus anciennes villes d'Allemagne et possède un passé riche en événements, comme le prouve la multitude de noms que la cité a portés depuis presque deux millénaires. Le nom Radaspona est apparu pour la première fois dans la littérature vers 770, dans une œuvre d’Aribon de Freising. Il est néanmoins issu d'appellations celtes plus anciennes. C'est de cette appellation que découle le nom français actuel.

### Du camp romain à la cité fortifiée (an 79 –Vesiècle)
Cette région du Danube est habitée depuis l'âge de pierre, de nombreuses découvertes archéologiques autour de la ville le démontrent. Plusieurs tombes celtes datant de 400 av. J.-C. furent par ailleurs découvertes début 2006, non loin des murs de l'ancien camp romain.

L'histoire romaine de Ratisbonne débute en 79 apr. J.-C. avec la construction d'un premier camp sur le site de l'actuel quartier de Kumpfmühl. Ce camp servait de poste d'observation de l'embouchure de deux affluents du Danube, la Regen et la Naab, il était protégé par des palissades de bois puis par un mur de pierre. Dans ce camp étaient stationnées des troupes d'appoint : soit une cohorte montée de cinq cents soldats, soit une cohorte de mille soldats à pied. Autour de ce camp, se forma rapidement une petite cité. Les restes d'une tour de guet romaine furent découverts près de l'embouchure de la Naab. Le camp et la petite cité furent détruits vers 165 au cours des guerres marcomanes.  
Après avoir repoussé les Marcomans vers 170, Marc Aurèle ordonna la construction d'un nouveau camp, Castra Regina, Sa construction débuta vers 175. Il fut construit en pierre, protégé par des murs de 10 mètres de haut, quatre portes et de nombreuses tours. Les contours du camp et quelques restes des murailles sont encore visibles par endroits aujourd'hui, et une partie de la Porta Praetoria (porte Nord de ce camp) est incorporée dans un bâtiment médiéval. L'inscription de l'inauguration du camp en 179 dans une pierre ornant la porte Est du camp est considérée comme preuve de la fondation de la ville. La IIIe légion Italique était stationnée dans le camp. Le camp fut abandonné par les troupes au cours des invasions barbares du Ve siècle, il fut transformé en cité fortifiée.

### La cité ducale (500-739)
À l'époque mérovingienne, Ratisbonne, capitale des Bavarii, était la résidence des Agilolfing, premiers ducs de Bavière. Ratisbonne était alors une cité de première importance pour le duché bavarois. 

### Du diocèse à la cité épiscopale (739-1200)
En 739 saint Boniface, l'apôtre de la nation allemande, y établit un évêché selon le droit canonique. La même année, le duc Odilon réalisa la division du diocèse de Bavière en quatre diocèses (Ratisbonne, Passau, Freising et Salzbourg) aux frontières bien définies.

Après sa victoire sur le duc Tassilon III, Charlemagne passa deux hivers consécutifs (791-793) à Ratisbonne pour s'assurer personnellement de l'incorporation de la Bavière (et donc de Ratisbonne) au royaume de Francie. Louis II de Germanie, alors roi de Bavière (825-840), réattribua à la ville le rôle de centre administratif qu'elle avait perdu sous Charlemagne. Par le traité de Verdun de 843, Ratisbonne intégra le royaume de Francie orientale et en devint une des cités les plus importantes. Les deux derniers rois carolingiens de Francie orientale, Arnulf de Carinthie († 899) et Louis IV de Germanie († 911), furent enterrés aux côtés d'Emma de Bavière (l'épouse de Louis II de Germanie) à l'abbaye Saint-Emmeran, qui était aux portes de la ville. 
En 954, Ludolphe de Souabe, fils de l'empereur Otton Ier, se retira à Ratisbonne après sa défaite lors du soulèvement contre son père. Après un siège de la ville qui dura plusieurs mois, elle fut finalement prise et incendiée par le frère d'Otton, Henri Ier de Bavière. Ludolphe parvint à s'enfuir.

La ville atteignit son apogée politique et économique au XIIe/XIIIe siècle, quand elle se trouvait au carrefour de grandes routes commerciales importantes, reliant notamment Paris, Venise, ou Kiev. Ratisbonne était alors une des cités les plus peuplées et les plus riches d'Allemagne. De cette époque date la Steinerne Brücke (pont de pierre de 310 m de long enjambant le Danube construit entre 1135 et 1146). Le pont est le symbole de l'ascension de l'administration bourgeoise citadine : l'empereur Frédéric Barberousse accorda en 1182, sur pression des citoyens de la ville et du constructeur Herbord, le privilège de pouvoir lever de manière autonome des taxes sur les marchandises circulant sur le pont. De facto, la gestion des affaires de la ville était ainsi placée entre les mains de l'administration locale.  
En mai 1147, Conrad III de Hohenstaufen partit de Ratisbonne pour mener la deuxième croisade. De même, Frédéric Barberousse choisit la cité en mai 1189 pour lancer la troisième croisade. La situation stratégique et la présence d'un passage fortifié sur le Danube furent probablement la raison du choix de Ratisbonne.

### Ratisbonne, ville libre puis ville d'Empire (1200 - 1492)

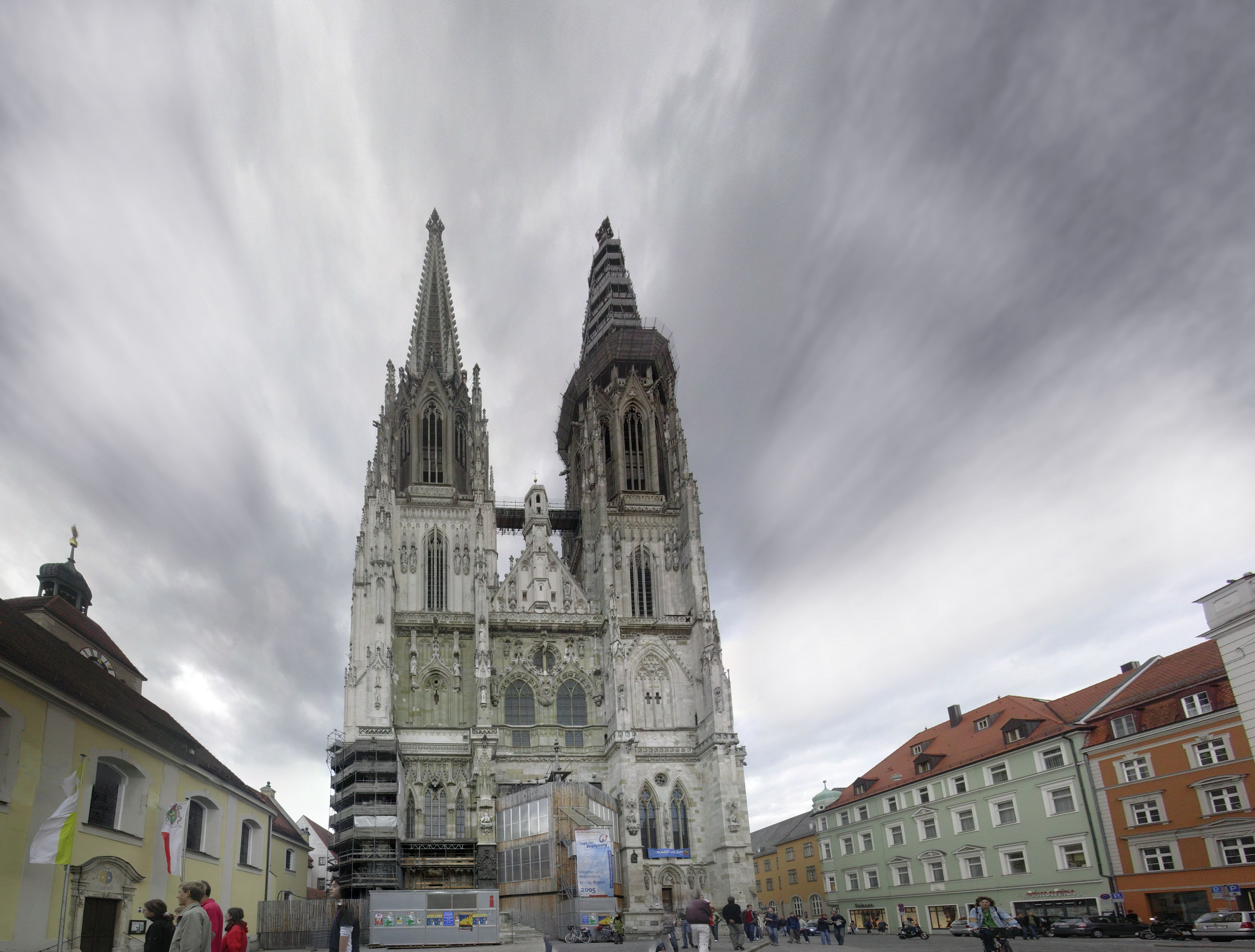
La cathédrale vue de son parvis.

En 1207 et 1230, les rois du Saint-Empire romain germanique Philippe de Souabe et Frédéric II du Saint-Empire accordèrent d'importants privilèges à la cité, connus sous le nom de Philippinum et de Fridericianum. Ceux-ci permirent l'ascension de la ville et l'obtention du rang de ville libre d'Empire (Freie Stadt), qui lui conférait une certaine autonomie politique. C'est le 10 novembre 1245 que l'empereur Fréderic II l'octroya à Ratisbonne. En conséquence, les ducs de Bavière quittèrent la ville pour s'installer à Landshut. Grâce à la multiplication des échanges commerciaux, la ville accéda à une prospérité de plus en plus florissante, ce qui attisa la convoitise du duché de Bavière.

De nombreux monuments sont témoins de la richesse de la ville : la cathédrale gothique (consacrée en 1276), l'Altes Rathaus (ancien hôtel de ville) et les tours patriciennes, et la Jakobstor. Cependant, après des décennies de déclin économique, Ratisbonne fut rattachée au duché de Bavière-Munich en 1486. Elle regagna rapidement son immédiateté impériale (Reichsunmittelbarkeit) en 1492, mais perdit son statut de ville libre pour n'être plus qu'une simple ville d'Empire (Reichsstadt).  

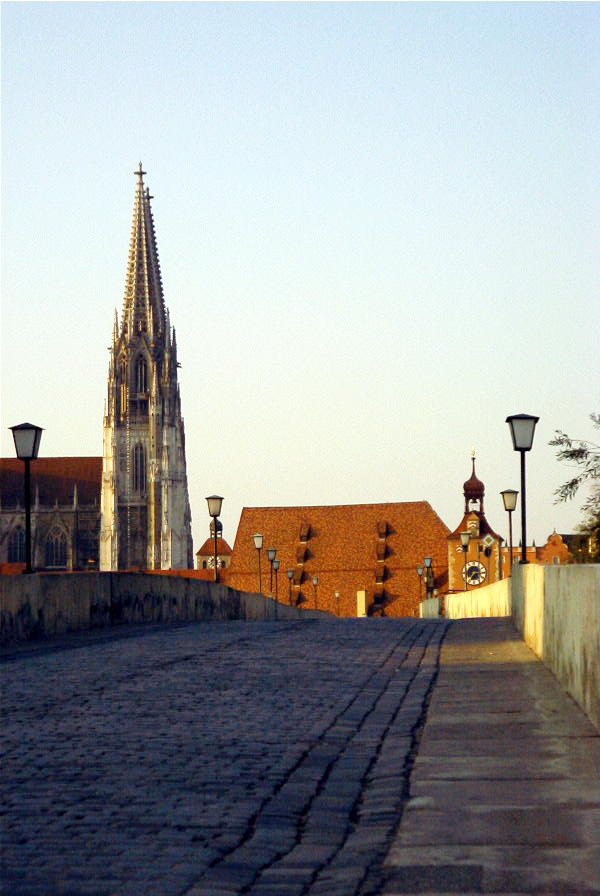
La cathédrale vue depuis le pont de pierre gothique.

### Un siècle de transformations (1492-1594)
Après des troubles intérieurs en 1500, le Roi des Romains et futur empereur Maximilien Ier intervint et appliqua une constitution (la Regimentsordnung) à la ville. Modifiée en 1514, elle reste formellement valable jusqu'en 1803. En 1519, lors d'un pogrom, la communauté juive, la plus grande d'Allemagne à l'époque, fut chassée de la ville. Les habitants profitèrent de la transition de pouvoir après la mort de Maximilien Ier pour détruire l'ancien quartier juif.

En 1524, lors du convent de Ratisbonne, la première alliance de cités de croyance catholique de l'empire fut conclue. Au cours des siècles suivants, de nombreuses diètes impériales (Reichstage) y eurent lieu. La diète de 1541, à laquelle participèrent les humanistes Philippe Mélanchthon et Bucer, tenta de trouver un compromis entre catholicisme et Réforme, sans succès. En 1542, Ratisbonne passa officiellement à la religion réformée (comme la plupart des villes d'Empire) à la suite d'un conflit entre le conseil de la ville et l'Église, mais elle resta en même temps le siège de l'évêché catholique, de sorte que les deux confessions coexistaient. 

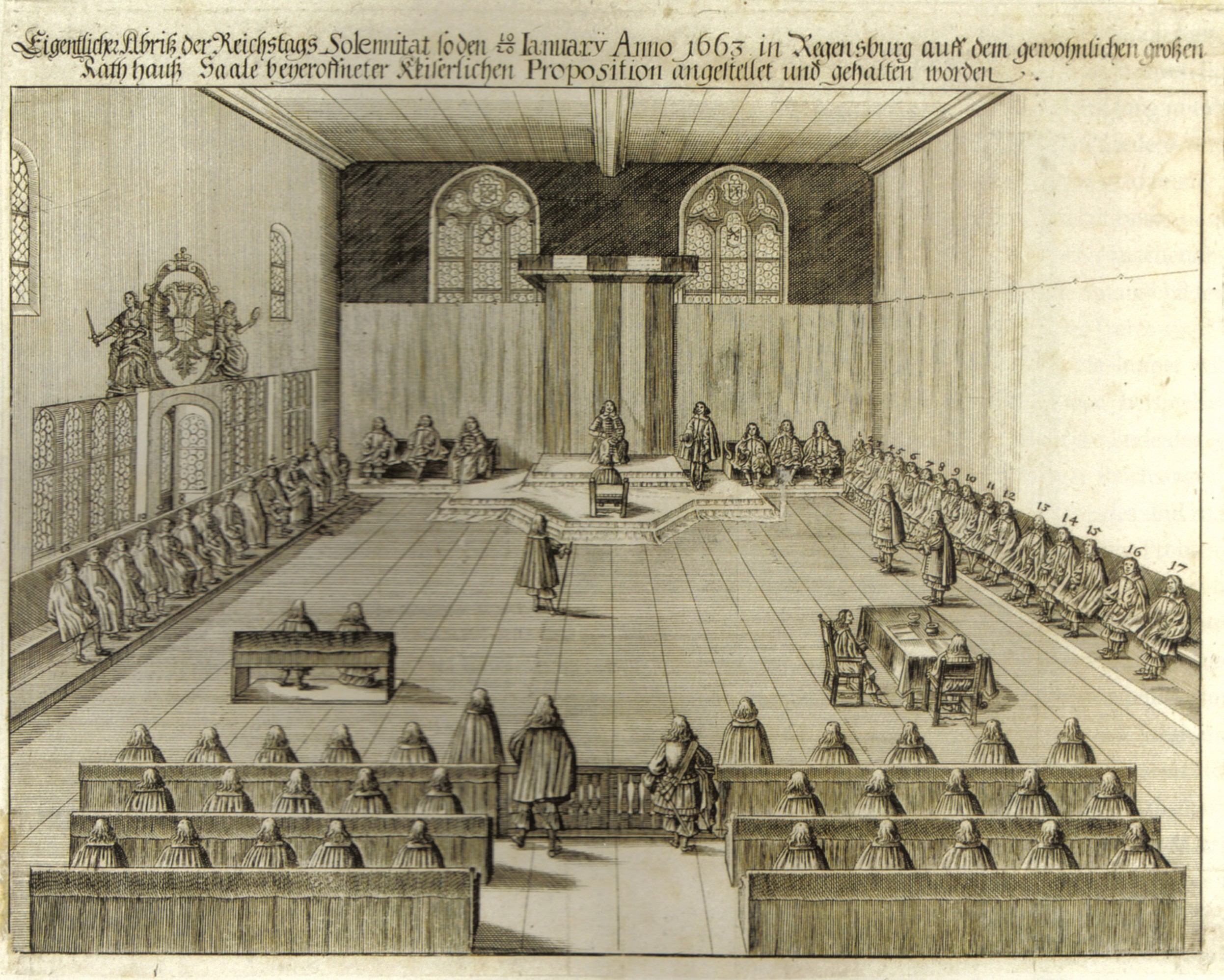
Diète de Ratisbonne en 1663.

### Un regain d'importance: Ratisbonne, siège de la Diète d'Empire (1594 - 1806)
Alors que la Diète d'Empire siégeait dans différentes villes, elle siège à partir de 1594 uniquement dans l'hôtel de ville de Ratisbonne puis n'est plus dissoute à partir de 1663, devenant diète perpétuelle. Des délégations venues de toute l'Europe assistaient alors aux réunions des princes impériaux, elles logeaient de façon permanente dans la ville, notamment dans les bâtiments de la Gesandtenstraße (littéralement « rue des émissaires »), dont une grande partie est restée inchangée depuis. Néanmoins, cette importance politique ne permit pas un nouveau décollage économique de la ville, les délégations étant exemptées de toutes taxes et impôts. 
Pendant la guerre de Trente Ans la ville accueillit un grand nombre de réfugiés protestants, notamment autrichiens. En 1633, la ville fut conquise par des troupes suédoises sous le commandement de Bernard de Saxe-Weimar, puis reconquise en 1634 par des troupes de l'Empire et de Bavière. En 1684, une trêve y fut conclue entre Louis XIV et l'empereur Léopold Ier.
En 1748, le Maître général des postes Alexander Ferdinand von Thurn und Taxis fut nommé Prinzipalkommissar par l'Empereur, il était donc son représentant à la Diète d'Empire. Pour cette raison, il transféra la résidence de sa famille de Francfort à Ratisbonne.
En 1803, la ville perdit son statut de ville libre d'Empire et fut rattachée à la principauté de Ratisbonne. C'est aussi en 1803 que l'Empire fut bouleversé par le recès d'Empire (Reichsdeputationshauptschluss) : Les principautés ecclésiastiques disparurent, ainsi que 45 villes libres sur 51. Cela se fit sous la pression des troupes françaises, qui avaient pris possession de la ville depuis trois ans. Bonaparte était le successeur de l'électeur de Mayence après la Diète d'Empire de 1802. L'empire disparut définitivement en 1806 avec l'abdication de François Ier.

### Une ville de second plan (1806-1933)
Durant la guerre de la Cinquième Coalition, la ville fut prise par l'armée autrichienne le 20 avril 1809. Le 21, les troupes françaises reprirent la ville durant la bataille de Ratisbonne. De nombreuses maisons furent détruites ou pillées au cours de la bataille. En 1810, la ville fut annexée par le nouveau royaume de Bavière créé par Napoléon. L'économie de la ville, peu florissante auparavant, fut durement touchée, Ratisbonne devint peu à peu une ville de second rang. Même après la connexion au réseau ferroviaire en 1859, peu d'entreprises s'installèrent à Ratisbonne. Néanmoins, la ville garda une relative importance en tant que siège administratif et chef-lieu du Haut-Palatinat.

La construction du port en 1910 permit un essor économique important, notamment par l'importation de pétrole extrait en Roumanie. Rapidement, une extension de la zone portuaire s'imposa, les infrastructures étant trop petites pour suivre la croissance des échanges : le bassin portuaire fut agrandi (sa longueur passa de 220 à 800 m) entre 1919 et 1923 et une zone du port fut désormais entièrement réservée aux produits inflammables. En 1924, le rattachement de sept communes à la ville (Reinhausen, Sallern, Schwabelweis, Stadtamhof, Steinweg, Weichs et Winzer) fit augmenter la population de la ville de plus de 20 000 habitants ; elle passa de 52 520 en 1919 à 76 948 en 1925.

Durant la Première Guerre mondiale, le principal camp de prisonniers de la Bavière était situé à Ratisbonne.

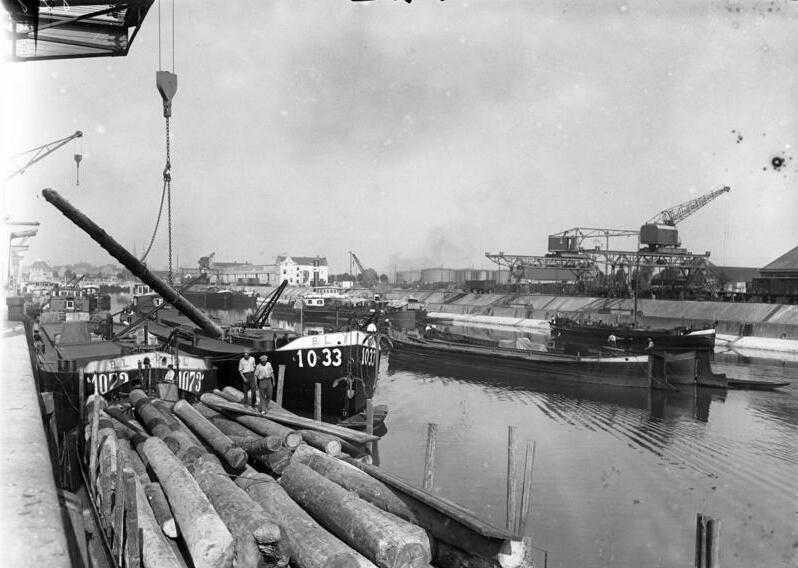
Zone portuaire en 1924.

### Ratisbonne sous le national-socialisme (1933-1945)
Le bourgmestre de Ratisbonne, Otto Hipp, du parti populaire bavarois, fut démis de ses fonctions le 20 mars 1933. Fervent opposant du NSDAP, il avait interdit aux membres du parti d'utiliser des bâtiments publics. Il fut remplacé par Otto Schottenheim le jour-même. Le 12 mai 1933 eut lieu un autodafé. Le 9 novembre 1938, au cours de la nuit de cristal, la synagogue du Brixener Hof fut incendiée et détruite, et les magasins tenus par des juifs pillés. Le 2 avril 1942, 106 Juifs de Ratisbonne furent transportés de la place de la synagogue détruite à Piaski, puis aux camps d'extermination de Bełżec et de Sobibor. D'autres déportations eurent lieu vers Auschwitz et Theresienstadt. Au total, environ 250 des Juifs déportés de Ratisbonne furent assassinés, 230 purent s'enfuir de la ville. Deux camps, situés à Stadtamhof et Obertraubling, étaient rattachés au camp de Flossenbürg. 
À partir de 1940, 638 personnes furent déportés du Bezirksnervenkrankenhaus de la rue Ludwig-Thoma vers la Tötungsanstalt Hartheim, un centre d' « euthanasie » des personnes handicapées au cours de l'Aktion T4. Plus de 500 autres subirent une stérilisation contrainte.

En automne 1942, la Gestapo arrêta une trentaine de personnes d'origines politiques diverses (NSDAP, KPD, BVP) pour agissements subversifs et leur donna le nom de Neupfarrplatzgruppe, du nom de la place sur laquelle ils se rencontraient à intervalles irréguliers. Deux membres de ce groupe, Josef Bollwein et Johann Kellner, furent exécutés le 12 août 1943 à la prison de München-Stadelheim, d'autres furent déportés à Flossenbürg ou emprisonnés.
Pendant la Seconde Guerre mondiale, Ratisbonne fut touchée par les bombardements alliés. Ces derniers visaient principalement l'usine Messerschmitt située à l'extérieur de la ville, notamment lors de l'Operation Double Strike du 17 août 1943. Des bâtiments de la Reichsbahn étaient également visés. Au total, près de 3 000 personnes, dont de nombreux prisonniers de guerre, périrent lors de ces bombardements. Quelques bâtiments historiques, comme la Stiftskirche Obermünster furent totalement détruits, d'autres gravement endommagés, comme la Alte Kapelle ou la Neue Waag. 
Siège du Gauliga du Haut-Palatinat, la ville était au centre des rivalités entre responsables nazis durant le mois d'avril 1945 : le Gauleiter Fritz Wächtler siégeant à Bayreuth, s'était replié dans un premier temps sur Ratisbonne ; à la suite d'un rapport malveillant du Kreisleiter de Ratisbonne, Ludwig Ruckdeschel, il fut exécuté sur ordre de Berlin. Aussitôt nommé Gauleiter, Ludwig Ruckdeschel annonça par radio qu'il souhaitait défendre la ville jusqu'au bout face aux alliés ; à la suite de quoi un millier de personnes environ, parmi elles beaucoup de femmes, mené par le religieux Johann Maier se rassembla, pour imposer la reddition de la ville. Ruckdeschel réprima le mouvement en pendant le 24 avril ceux qu'il estimait responsables de cette tentative de sédition, c'est-à-dire Johann Maier, le citoyen Josef Zirkl et le policier Michael Lottner, avant de prendre la fuite la veille de la prise de la ville par les troupes américaines, le 26. Le 27 avril, des émissaires livrèrent la ville aux troupes alliées et la 3e armée américaine prit possession de la ville.

### Après 1945
Après la guerre s'implantèrent diverses entreprises, surtout du secteur automobile (BMW, Continental) et de l'industrie électronique (Siemens, AEG, Toshiba), ce qui donna une impulsion nouvelle à la région. De même, la fondation de la quatrième université bavaroise dans la ville en 1967 a contribué au développement de Ratisbonne, qui compte aujourd'hui plus de 20 000 étudiants. Bien avant d'être élu pape, Joseph Ratzinger y a été professeur de théologie de 1969 à 1977.

## Politique et administration

### Élections municipales de 2020

#### Bourgmestre
| Partis                   | Partis                                    | Candidats                    | Premier tour | Premier tour | Premier tour | Second tour | Second tour |
| Partis                   | Partis                                    | Candidats                    | Voix         | %            | +/-          | Voix        | %           |
| ------------------------ | ----------------------------------------- | ---------------------------- | ------------ | ------------ | ------------ | ----------- | ----------- |
|                          | Union chrétienne-sociale en Bavière (CSU) | Astrid Freudenstein          | 17 864       | 29,50        | 2,8          | 31 525      | 49,26       |
|                          | Parti social-démocrate d'Allemagne (SPD)  | Gertrud Maltz-Schwarzfischer | 13 416       | 22,15        | 27,9         | 32 471      | 50,74       |
|                          | Association citoyenne « Brücke »          | Joachim Wolbergs             | 10 724       | 17,71        | Nv.          |             |             |
|                          | Alliance 90 / Les Verts (Grünen)          | Stefan Christoph             | 8 728        | 14,41        | 11,0         |             |             |
|                          | Électeurs libres (FW)                     | Ludwig Artinger              | 3 183        | 5,26         | 0,5          |             |             |
|                          | Parti écologiste-démocrate (ÖDP)          | Benedikt Suttner             | 2 255        | 3,72         | 0,7          |             |             |
|                          | Parti libéral-démocrate (FDP)             | Horst Meierhofer             | 1 294        | 2,14         | 0,1          |             |             |
|                          | Die Linke                                 | Irmgard Freihoffer           | 1 087        | 1,79         | 0,4          |             |             |
|                          | Autres                                    |                              | 2 010        | 3,32         |              |             |             |
|                          |                                           |                              |              |              |              |             |             |
| Votes valides            | Votes valides                             | Votes valides                | 60 561       | 99,45        |              | 63 996      | 99,67       |
| Votes blancs et nuls     | Votes blancs et nuls                      | Votes blancs et nuls         | 334          | 0,55         | 209          | 0,33        |             |
| Total                    | Total                                     | Total                        | 60 895       | 100          | -            | 64 205      | 100         |
| Abstention               | Abstention                                | Abstention                   | 54 607       | 42,78        |              | 60 817      | 52,69       |
| Inscrits / participation | Inscrits / participation                  | Inscrits / participation     | 115 502      | 52,72        | 115 424      | 47,31       |             |

Le bourgmestre sortant Joachim Wolbergs, ancien candidat sous l'étiquette SPD, se représente à la tête de la liste citoyenne « Brücke ». Il avait été contraint de quitter le SPD au cours de son mandat à la suite de poursuites judiciaires pour corruption.
Il atteint la troisième place, ne parvenant pas au second tour.
La candidate du SPD Gertrud Maltz-Schwarzfischer remporte le second tour de peu face à la candidate de la CSU Astrid Freudenstein.

#### Conseil municipal

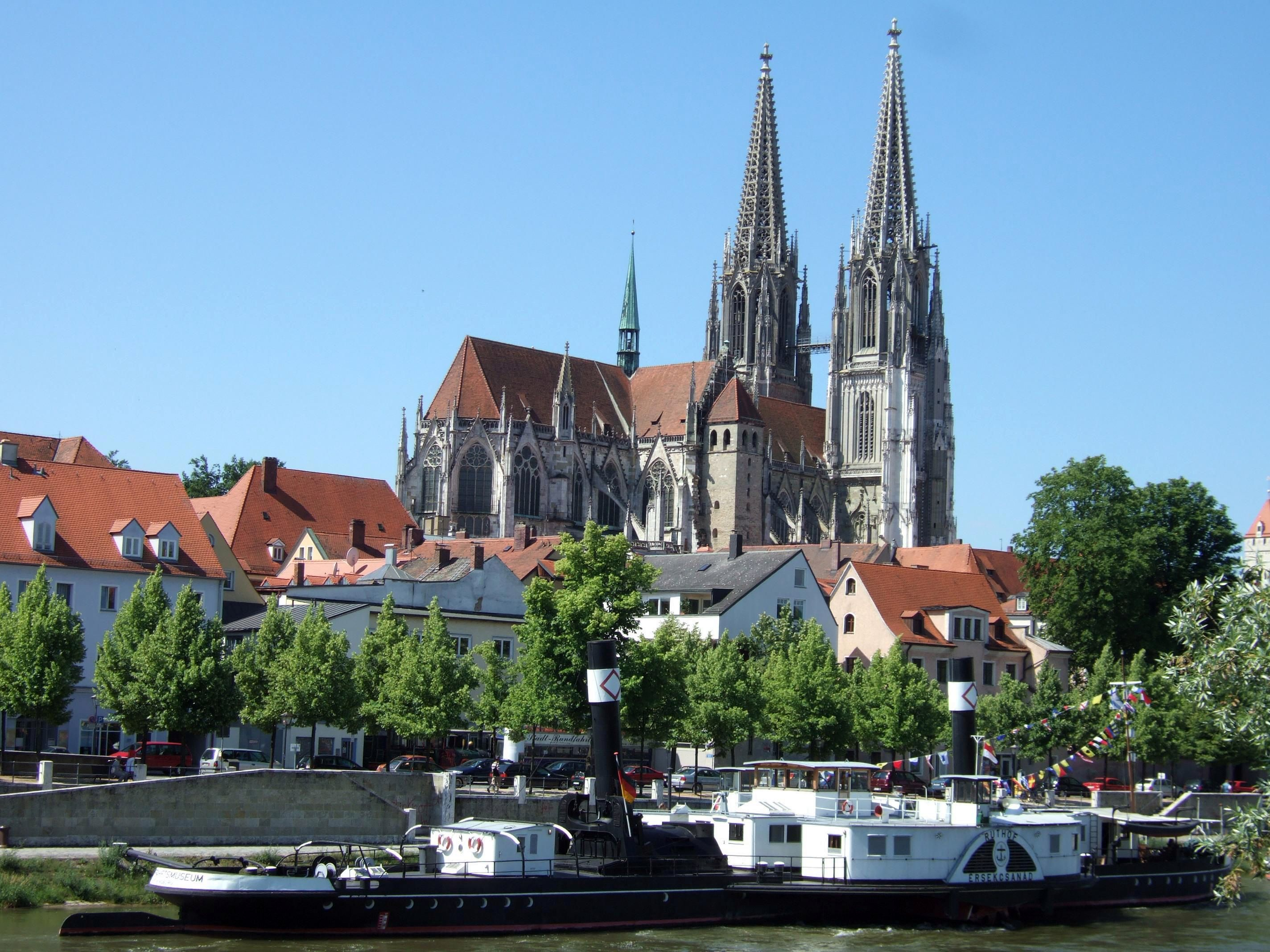
La cathédrale.

|                           |                                           |         |       |      |        |               |
| Parti                     | Parti                                     | Voix    | %     | +/-  | Sièges | +/-           |
|                           | Union chrétienne-sociale en Bavière (CSU) | 706 076 | 25,69 | 7,1  | 13     | 3             |
|                           | Alliance 90 / Les Verts (Grünen)          | 596 241 | 21,70 | 11,2 | 11     | 6             |
|                           | Association citoyenne « Brücke »          | 339 420 | 12,35 | Nv.  | 6      | 6             |
|                           | Parti social-démocrate d'Allemagne (SPD)  | 335 690 | 12,22 | 21,5 | 6      | 11            |
|                           | Parti écologiste-démocrate (ÖDP)          | 196 771 | 7,16  | 0,8  | 4      | 1             |
|                           | Électeurs libres (FW)                     | 162 245 | 5,90  | 1,0  | 3      | en stagnation |
|                           | Alternative pour l'Allemagne (AfD)        | 122 186 | 4,45  | Nv.  | 2      | 2             |
|                           | Parti libéral-démocrate (FDP)             | 91 200  | 3,32  | 0,3  | 2      | en stagnation |
|                           | Die Linke                                 | 81 312  | 2,96  | 0,1  | 1      | 1             |
|                           | Autres                                    | 116 885 | 4,25  |      | 2      |               |
|                           |                                           |         |       |      |        |               |
| Suffrages exprimés        | Suffrages exprimés                        | 60 653  | 97,17 |      |        |               |
| Votes blancs et invalides | Votes blancs et invalides                 | 1 714   | 2,83  |      |        |               |
| Total                     | Total                                     | 62 637  | 100   | -    | 50     | en stagnation |
| Abstentions               | Abstentions                               | 53 662  | 46,94 |      |        |               |
| Inscrits / participation  | Inscrits / participation                  | 114 315 | 53,06 |      |        |               |

## Religions
L'évêché de Ratisbonne a été fondé en 739 par Boniface de Mayence. De nombreux couvents ont été fondés dans les années qui suivirent. Le diocèse de Ratisbonne faisait alors partie de la province ecclésiastique de Mayence. Il a ensuite été rattaché à l'archidiocèse de Salzbourg. Au début du XIIIe siècle, les Schottenklöster en Allemagne furent réunies en une seule congrégation dont le supérieur était l'abbé du monastère écossais de Ratisbonne. Ils entretinrent des liens culturels étroits avec Cashel en Irlande.

La ville introduisit la Réforme à partir de 1528 (la première eucharistie publique eut lieu le 15 octobre 1542). Toutefois, comme le siège épiscopal et de nombreux couvents qui n'appartenaient pas à la ville elle-même demeuraient catholiques, la confession catholique resta représentée dans la ville. Elle devint même la confession dominante à la suite d'une immigration nombreuse.

## Musées et monuments

### Édifices religieux
- Cathédrale Saint-Pierre (Dom St-Peter). La construction de la cathédrale commença vers 1273, sur le modèle des cathédrales gothiques françaises. Le site avait déjà abrité de nombreux édifices religieux depuis plus de 500 ans. L'édifice fut achevé vers 1525, mais les flèches ne furent ajoutées qu'entre 1859 et 1869, ce qui marqua la fin des nombreuses transformations architecturales du bâtiment. Aujourd'hui, la cathédrale, visible de loin, est le symbole de la vieille ville de Ratisbonne.

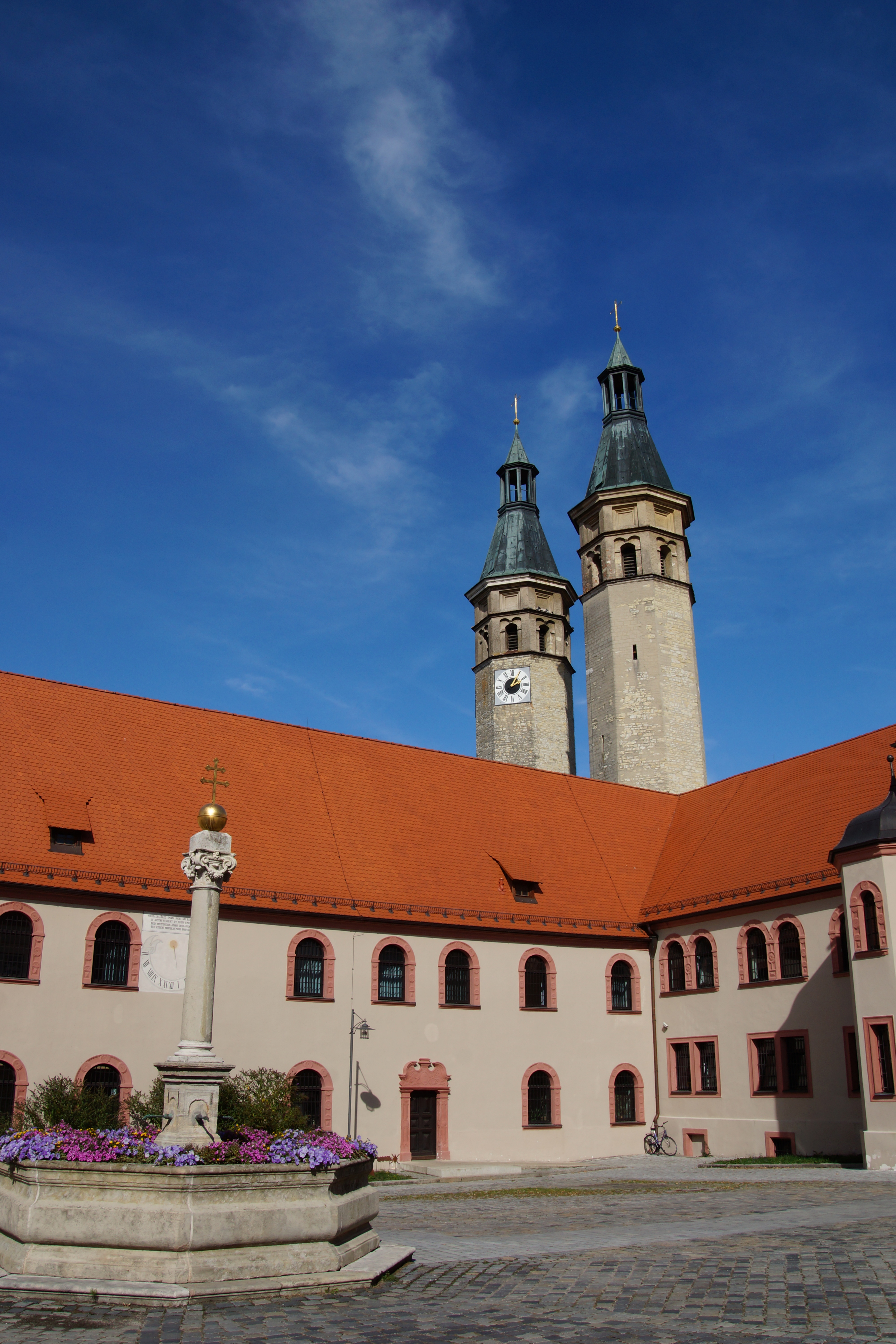
Chartreuse de Prüll.

- Collégiale Notre-Dame-de-la-Vieille-Chapelle, dite ancienne chapelle (Alte Kapelle). Ancienne basilique Notre-Dame de l'époque carolingienne, la collégiale fut complètement transformée au XVIIIe siècle dans le style rococo par l'architecte Anton Landes, entre 1747 et 1765 : les deux doubles oratoires du chœur, le splendide retable, les fresques de Christoph Thomas Scheffer et les stucs dorés du sculpteur Simon Sorg, de  l'école de Wessobrunn, se conjuguent en un ensemble d'une grande harmonie.
- Église Saint-Jacques (Schottenkirche St-Jacob). Protégé par une verrière, le portail de l'église dite des Écossais, fondée par des moines bénédictins irlandais en 1090, est un chef-d'œuvre de l'art roman (1183). Elle dessert l'abbaye Saint-Jacques, devenue le grand séminaire de Ratisbonne.
- Église Saint-Blaise des Dominicains (Dominikanerkirche St. Blasius), église gothique de 1229.
- Église Saint-Joseph des Carmélites, église baroque du XVIIe siècle.
- Église Saint-Antoine, d'architecture néoromane dont l'intérieur est décoré de fresques.
- Collégiale Saint-Jean, église baroque.
- Neupfarrkirche, église paroissiale protestante, construite de 1519 à 1860.
- Abbaye Saint-Emmeran (Kloster Sankt Emmeram ou Reichsabtei Sankt Emmeram). Une abbaye bénédictine fut construite à Ratisbonne dès 739, mais fut détruite plusieurs fois par des incendies. Le bâtiment actuel date de 1642[15], la décoration intérieure, de style rococo, fut ajoutée entre 1731 et 1733. En 1810, les bâtiments du monastère attenant furent vendus à la famille Thurn und Taxis, qui en fit sa résidence. L'église est une des rares en Allemagne à posséder un campanile.
- Chartreuse de Prüll (Kartause Prüll) et son église Saint-Vitus, d'abord monastère bénédictin au VIIIe siècle, puis monastère de l'Ordre des Chartreux au XVe siècle. Sécularisée en 1803, c'est une des rares chartreuses d'Allemagne à ne pas avoir été détruite.

### Monuments civils

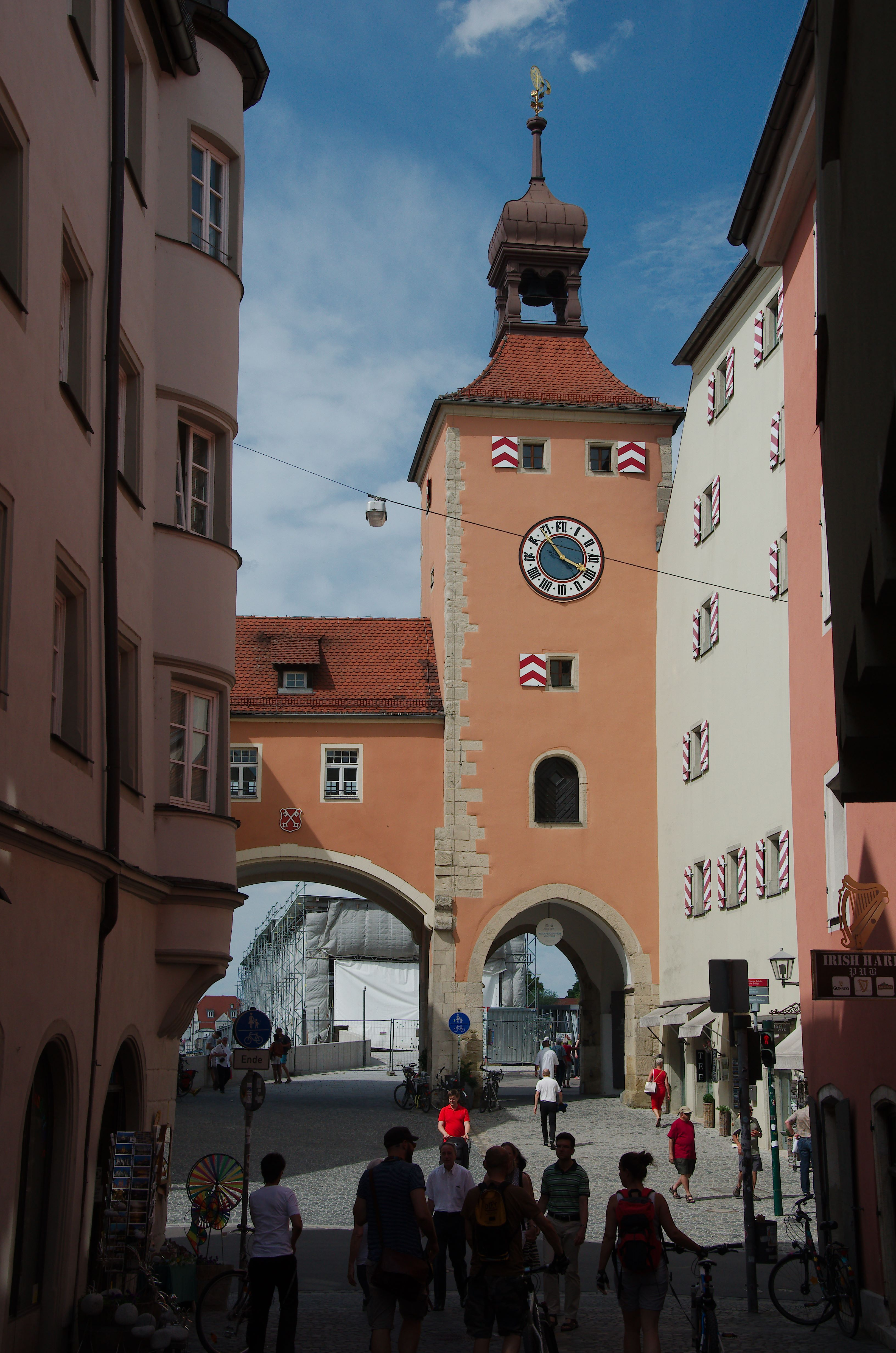
La tour du Pont.

- Pont de pierre (Steinerne Brücke). Construit entre 1135 et 1146, ce pont long de 310 mètres et reposant sur seize arches constitue un tour de force architectonique. Il relie la vieille ville et le quartier de Stadtamhof (qui appartenait à la Bavière). Seules quelques rares villes d'origine romaine avaient entrepris de telles constructions. Le pont, à l'époque seul passage fortifié du Danube sur de nombreux kilomètres, permit à Ratisbonne d'acquérir une position centrale dans les échanges commerciaux entre l'Italie florissante et une grande partie des régions au nord-est des Alpes, notamment la Bohême et les régions Slaves. Une des trois tours de fortification médiévales, la tour du pont, située à l'entrée du pont du côté de la vieille ville, est entièrement conservée.
- La résidence des Thurn und Taxis (Tour-et-Taxis). L'ancienne abbaye Saint-Emmeran fut achetée en 1810 par la maison princière, qui fit agrandir les bâtiments dès 1812 par Jean-Baptiste Métivier. Malgré le fait que la famille l'utilise encore comme résidence, on peut visiter les salles d'apparat et l'abbaye (qui ne fut pas modifiée lors des travaux d'agrandissement). Le Marstall attenant accueille une collection de calèches. La famille organise chaque année un marché de Noël dans les jardins du palais et la cour intérieure[16].
- L'ancien hôtel de ville (Altes Rathaus). Le bâtiment, qui fut construit en partie au milieu du XIIIe siècle, a une architecture semblable à celles des maisons des patriciens, très influents à l'époque[17]. Il fut utilisé dès 1594 pour accueillir à intervalles irréguliers la Diète d'Empire, et de façon permanente la Diète perpétuelle d'Empire de 1633 à 1806. Encore utilisé aujourd'hui (notamment pour célébrer des mariages), le bâtiment abrite l'office de tourisme de Ratisbonne et le Reichstagsmuseum.
- La Jakobstor (porte Saint-Jacques) des anciens remparts de la ville.
- L'Anatomieturm (tour de l'Anatomie) des anciens remparts de la ville.
- La Baumburger Turm, tour du XIIIe siècle.
- La Runtingerhaus, maison patricienne d'époque gothique.
- La grange au sel de Stadtamhof (Salzstadel) construite en 1597.
- La grange d'Amberg (Amberger Stadel) construite à la fin du XVe siècle.
- Le palais Thon-Dittmer, palais néoclassique.

### Musées

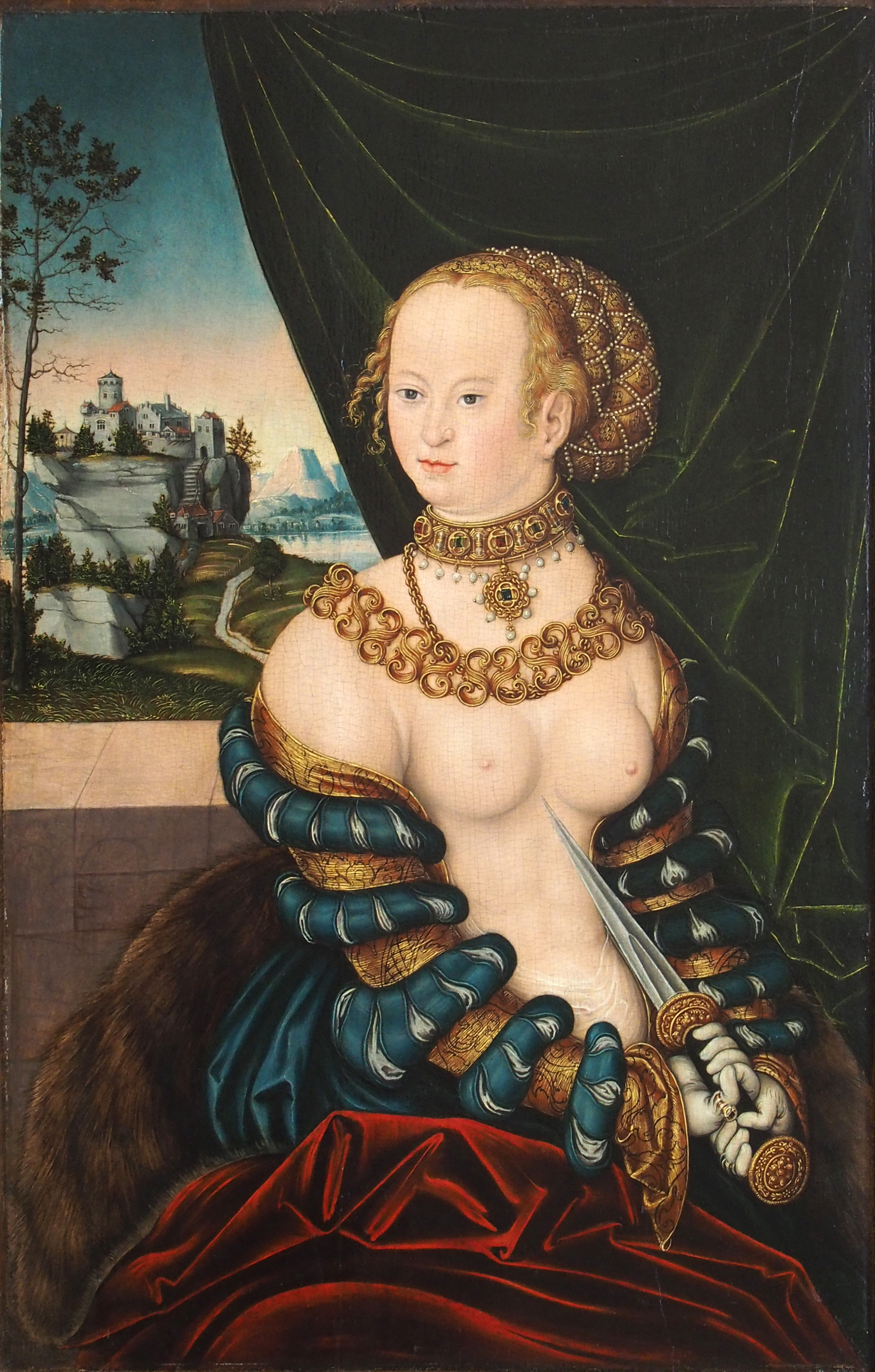
Lucrèce, panneau sur bois (62 cm x 41 cm) de Lucas Cranach l'Ancien (première moitié du XVIe siècle) au musée d'Histoire de Ratisbonne.

- Le musée historique (Historisches Museum). Situé sur le Dachauplatz, ce musée retrace l'histoire de la ville et de la région depuis l'Âge de pierre jusqu'à nos jours. Il abrite notamment une collection de vestiges romains et médiévaux, ainsi que plusieurs maquettes, cartes, tableaux représentant la cité au fil des âges, ainsi que des tableaux d'Albrecht Altdorfer, de l'École du Danube et de Lucas Cranach l'Ancien (Portrait de Luther, etc.).
- Le Reichstagsmuseum. Cette exposition permanente, qui se trouve dans les bâtiments de l'ancien hôtel de ville (Altes Rathaus), présente le Saint-Empire romain germanique et son influence dans l'histoire allemande et européenne. On peut y visiter une chambre de torture conservée en son état original.
- Les musées diocésains de Ratisbonne (Bistumsmuseen Regensburg) présentant dans trois lieux d'exposition de remarquables objets d'art sacré du Moyen Âge à la Renaissance.
- La maison Kepler (Kepler Gedächtnishaus), maison où mourut Johannes Kepler, aujourd'hui musée. On peut y visiter les pièces où Johannes Kepler vécut ses derniers mois et découvrir quelques documents originaux de l'astronome ainsi que des instruments et plusieurs appareils montrant les modèles de mouvement des planètes.
- La Fürstliche Schatzkammer Thurn und Taxis et le Marstallmuseum. Situé dans les anciennes écuries du château de la famille Thurn und Taxis, il abrite d'une part plusieurs carrosses de la famille, d'autre part une collection importante d'orfèvreries, de porcelaine, d'horloges et de fusils.
- La Ostdeutsche Galerie. Ce musée abrite une collection de peintures d'artistes allemands d'Europe centrale et de l'Est.

## Gastronomie
Située au bord du Danube, la Historische Wurstküche, autrefois cantine des ouvriers des chantiers de la cathédrale et du pont de pierre, est encore en activité aujourd'hui. Elle propose la spécialité locale, la Bratwurst bavaroise, accompagnée de Händlmaier's süßer Hausmachersenf, une moutarde franche au goût sucré et fumé, spécialité de la ville.

De nombreuses auberges et brasseries de longue tradition, comme le Hofbräuhaus ou la brasserie Kneitinger, proposent des spécialités bavaroises (notamment le Schweinebraten qui est un rôti de porc) et des bières brassées sur place. Parmi les spécialités locales, l'on peut citer le Schwarzer Kipferl. Le café Prinzess, premier café d'Allemagne, puisqu'il a été ouvert en 1686, est situé sur la place de l'Hôtel-de-Ville (Rathausplatz).

## Économie
Le décollage économique de Ratisbonne après la Seconde Guerre mondiale commença relativement tard. La haute école spécialisée et la fondation de l'université en 1967 formèrent les bases d'un développement économique très dynamique, renforcé par l'implantation d'une série de grandes entreprises. En juin 2006, le taux de chômage se situait à 6,2 %, soit au-dessous de la moyenne bavaroise. En décembre 2013, ce taux se situait à 2,9 %, toujours en dessous de la moyenne régionale. Avec 720 places par 1 000 habitants, Ratisbonne dispose par ailleurs de la seconde plus haute densité de places de travail en Allemagne, juste derrière Francfort.
En 2005, 32 844 personnes travaillaient dans les services, 30 387 dans des industries de transformation, 11 365 dans le commerce, 6 147 dans différentes administrations des collectivités territoriales, 4 607 dans le secteur des médias et des transports, 3 220 dans celui du crédit et des assurances, 2 458 dans la construction, 75 dans l'agriculture et les activités forestières et 1 192 dans d'autres domaines. L'industrie de transformation - qui comprend la construction automobile, l'électrotechnique, la construction de machines, la production de sucre et de denrées alimentaires - forme la colonne vertébrale économique de la ville. De nombreuses entreprises exportatrices possèdent un site de production à Ratisbonne : BMW, Siemens, Osram, Toshiba, Bosch, Maschinenfabrik Reinhausen, Infineon, Continental.
Le port de Ratisbonne est le plus grand port de Bavière avec un transbordement de marchandises en 2021 d'un total de 2 571 784 tonnes (1 488 906 tonnes par rail et 1 082 878 tonnes par bateau). Situé sur la berge sud du Danube, le port est un point de transbordement important entre les ports de la mer du Nord et d'Europe de l'Est. Le canal européen de Ratisbonne a été construit pour contourner le pont de pierre (Steinerne Brücke) par le nord, ce qui permet un accès fluvial aux villes situées en amont du Danube.

## Personnalités

### Nées à Ratisbonne

#### DuIXeauXVIIesiècle
- Barbara Blomberg (1527–1597), amante de l'empereur Charles Quint.
- Don Juan d'Autriche (1547–1578), commandant de la flotte chrétienne à la bataille de Lépante.
- Gregor Aichinger (1564–1628), compositeur.
- Georg Christoph Eimmart (1638–1705), mathématicien, astronome et graveur.
- Christoph Ludwig Agricola (1667–1719), peintre.
- Georg Andreas Agricola (1672–1738), médecin et botaniste.

#### XVIIIesiècle
- Karl Alexander von Thurn und Taxis (1770–1827), prince de Thurn und Taxis.
- Johann Nepomuk Mälzel (1772–1838), inventeur et mécanicien.
- Carl Weishaupt (1787–1853), officier bavarois et ministre de la guerre sous Maximilien II de Bavière.

#### XIXesiècle
- Maximilian Karl von Thurn und Taxis (1802–1871), prince de Thurn und Taxis.
- Friedrich Burgmüller (1806-1874), compositeur et pianiste.
- Ludwig Carl Christian Koch (1825–1908), médecin et arachnologue.
- Adolf Oberländer (1845–1923), peintre et dessinateur.
- Albert von Thurn und Taxis (1867–1952), prince de Thurn und Taxis.
- Hugo Obermaier (1877–1946), préhistorien.
- Franz Gürtner, (1881-1941) ministre de la Justice allemande dans le cabinet de Adolf Hitler.
- Herman Sörgel (1885–1952), architecte.
- Karl Zimmet (1895–1969), résistant munichois.
- Hans Rheinfelder (1898–1971), linguiste.

#### XXesiècle
- Alfons Goppel (1905–1991), homme politique membre de la CSU.
- Franz Stigler (1915-2008), pilote de chasse allemand ayant eu une attitude chevaleresque pendant la Seconde Guerre mondiale (Incident de Charlie Brown et Franz Stigler).
- Hubert Markl (* 1938), zoologue et président de la Société Max-Planck de 1996 à 2002.
- Walter Röhrl (* 1947), pilote automobile.
- Jürgen Herrlein (* 1962), avocat et historien.
- Andrea Maria Schenkel (* 1962), écrivaine.
- Albert von Thurn und Taxis (* 1983), pilote automobile et prince héritier de la Maison de Thurn und Taxis.
- Simone Laudehr (* 1986), footballeuse.

### Ayant résidé à Ratisbonne
- Albertus Magnus (saint Albert le Grand), dominicain, théologien, naturaliste et chimiste.
- Albrecht Altdorfer, peintre et graveur de la Renaissance.
- Benoît XVI, professeur de théologie à l'université de Ratisbonne de 1969 à 1977, il est citoyen d'honneur de la ville depuis 2006.
- Gustav Bosse (1884-1943), éditeur de musique, fondateur ddes éditions Gustav Bosse Verlag.
- Berthold Furtmeyr, enlumineur de la deuxième moitié du 15e siècle.
- Johannes Kepler, mathématicien et astronome.
- Petahia de Ratisbonne, rabbin et voyageur allemand du XIIe siècle. Ses voyages le mènent de sa Bohême natale aux communautés juives d’Europe de l’Est, du Caucase et du Proche-Orient.
- Ulrich Schmidl (1510-1579), lansquenet au service des conquistadors, explorateur, chroniqueur et conseiller municipal, y est décédé.

### Mortes à Ratisbonne
- Johann Henrich Ursinus (1608-1667), théologien luthérien allemand, pasteur à Ratisbonne de 1655 à sa mort.

## Transports
La ville de Ratisbonne forme, avec son échangeur autoroutier et sa gare centrale, un nœud ferroviaire et routier en Bavière orientale.

### Chemins de fer
Ratisbonne a été, jusque dans les années 1970, le siège d'une direction des chemins de fer et un point d'intersection pour les trains à longue distance. La Deutsche Bahn dessert la ligne Nuremberg - Ratisbonne - Passau - Vienne avec un Eurocity toutes les deux heures. Cette ligne était, jusqu'à l'ouverture du canal Rhin-Main-Danube en 1992, le plus gros axe d'entrée de marchandises en Allemagne.
Ratisbonne souffrit de la suppression des trains Interzones et de l'introduction des trains Interregios. Seuls des trains régionaux desservent désormais les lignes Ratisbonne - Landshut - Munich, Ratisbonne - Weiden in der Oberpfalz - Hof et Ratisbonne - Ingolstadt - Ulm. À partir de ce moment, Ratisbonne ne fut plus un point d'intersection pour les trains à longue distance. Les lignes régionales pour Alling et Falkenstein avaient déjà été supprimées dans l'immédiat après-guerre.

### Transports publics urbains
Les transports publics de Ratisbonne (Regensburger Verkehrsverbund, RVV) comportent 81 lignes de bus. Les 346 bus de la compagnie ont parcouru 13 242 000 km en 2012. Au début des années 1980, le projet de percer un tunnel pour les bus dans la vieille ville échoua.
Entre 1903 et 1964, la ville disposait d'un petit réseau de tramway. À son apogée, à la veille de la Seconde guerre mondiale, le réseau comptait quatre lignes et 12,3 kilomètres de voies. Il a été progressivement démantelé - comme dans de nombreuses autres villes européennes - entre 1955 et 1964.
Actuellement, un projet de construction d'un réseau RER est à l'étude. Des tracés ont déjà été libérés et des constructions ont été aménagées à cet effet.

### Grandes routes
Le recul du rail s'est accompagné d'une revalorisation des liaisons routières. Jusque dans les années 1980, toutes les autoroutes débouchaient sur des routes nationales autour de Ratisbonne. Dans les temps qui suivirent, la ville a été reliée progressivement au réseau autoroutier.
Autoroutes :
- Autoroute no 3 : Wurtzbourg - Nuremberg - Ratisbonne - Passau
- Autoroute no 93 : Hof - Weiden - Ratisbonne - Kiefersfelden

Routes nationales :
- Route nationale no 8 : Wurtzbourg - Nuremberg - Ratisbonne - Passau
- Route nationale no 15 : Hof - Schwandorf - Ratisbonne - Rosenheim
- Route nationale no 16 : Roding - Ratisbonne - Ingolstadt - Füssen
- Route nationale no 15n : Ratisbonne - Landshut - Wasserburg - Rosenheim

Ratisbonne se trouve sur trois routes touristiques : la route allemande des Limes, la route des empereurs et des rois, ainsi que la route européenne de Goethe.

### Canal européen Rhin-Main-Danube
Le port fluvial de Ratisbonne est, avec un trafic total de 8 002 000 tonnes en 2013, le plus grand port de Bavière. Sa situation sur le canal européen Rhin-Main-Danube en fait l'un des plus importants lieux de transit entre les ports de la mer du Nord et l'Europe de l'Est.

### Routes cyclables à longue distance
Ratisbonne est à l'intersection de plusieurs routes cyclables à longue distance : la route du Danube, qui va des sources du Danube à Budapest, la route Waldnaabtal/Naabtal qui conduit de Bärnau à Ratisbonne, la route du Regental qui va de Ratisbonne à Eisenstein, la route du Limes, qui conduit de Bad Hönningen à Ratisbonne et, enfin, la route Falkenstein-Festspiel-Chambtal, qui va de Ratisbonne à Furth im Wald.

## Jumelages
La ville de Ratisbonne est jumelée avec :
- Aberdeen (Écosse) depuis 1955 ;
- Bressanone (Italie) depuis le 18 octobre 1969 ;
- Budavár (Hongrie) ;
- Clermont-Ferrand (France) depuis le 12 mai 1969 ;
- Tempe (États-Unis) depuis 1978 ;
- Odessa (Ukraine) depuis 1990 ;
- Plzeň (Tchéquie) depuis 1993 ;
- Qingdao (Chine) depuis novembre 2009.

## Distinctions
En 1997, la ville est lauréate du prix de l'Europe.